# Sint-Bavo Overboelaere
Sint-Bavo Overboelaere was een Belgische voetbalclub uit Overboelare bij Geraardsbergen . Sint-Bavo was bij KBVB aangesloten met stamnummer 5382.

## Geschiedenis
De club sloot zich in augustus 1950 aan bij de KBVB als beginnende club. Men nam nog niet aan de officiële competitie deel. 
Dat veranderde in 1953 toen men een effectieve club werd en startte in Derde Provinciale, wat toen het laagste provinciale niveau was in Oost-Vlaanderen.
Men eindigde de eerste drie seizoenen keurig in de middenmoot. 
In 1955-1956 had Sint-Bavo gezelschap gekregen van de oudere dorpsrivaal KVR Overboelare die gedegradeerd was uit Tweede Provinciale. 
Het jonge Sint-Bavo wist één plaats hoger te eindigen dan de oudere club uit het dorp.
In 1956-1957 werd de pikorde hersteld, KVR eindigde tweede, Sint-Bavo twaalfde.
Men begon daarna echter niet meer aan het seizoen 1957-1958 en in december 1957 nam Sint-Bavo ontslag uit de KBVB.